# Hrabstwo Grant (Nowy Meksyk)
Hrabstwo Grant (ang. Grant County) – hrabstwo w stanie Nowy Meksyk w Stanach Zjednoczonych.

## Miasta
- Bayard
- Hurley
- Silver City
- Santa Clara (wieś)

## CDP
- Arenas Valley
- Buckhorn
- Cliff
- Cobre
- Faywood
- Gila
- Hachita
- Hanover
- Lake Roberts
- Lake Roberts Heights
- Mimbres
- North Hurley
- Pinos Altos
- Rosedale
- San Lorenzo
- Trout Valley
- Tyrone
- White Signal